# طوفان (موشک)
طوفان نام موشک ضد تانک هدایت‌شونده ایرانی است که به روش مهندسی معکوس بر روی موشک بی‌جی‌ام-۷۱ تاو ساخت ایالات متحده ساخته شده‌است. کلاهک انفجاری این موشک ۳.۶ کیلوگرم جرم دارد و از نوع کلاهک‌های ضد تانک شدیداً انفجاری می‌باشد که قادر است حدود ۵۵۰ میلی‌متر به درون زره فولادی نفوذ کند. نهایت برد این موشک ۳۸۵۰ متر و نهایت سرعت آن ۳۱۰ متر بر ثانیه می‌باشد. 
در سال ۱۳۸۸ ایران اعلام کرد که تولید یک مدل ضدهلیکوپتر از این موشک را با نام قائم آغاز کرده‌است.
ساخت این موشک در اوایل دهه ۱۳۸۰ در مرکز صنایع هوافضای جمهوری اسلامی آغاز شد و آزمایش آن بر روی سکوهای شلیک از روی سه‌پایه، خودروهای رزمی زرهی و هلیکوپتر انجام شد. به گفته مقامات ایرانی امکان شلیک این موشک از پرتابگرهای اصلی موشک‌های تاو نیز وجود دارد. طوفان-۲ مدل ارتقایافته این موشک است که جستجوگر دماغه و کلاهک دوقسمتی آن به بی‌جی‌ام-۷۱ئی ۲آ شباهت دارد، اما طول آن برابر با مدل قدیمی‌تر بی‌جی‌ام-۷۱ سی است. بر اساس اعلام صنایع هوافضای ایران برد طوفان و تاو مساوی است و امکان نصب کلاهک طوفان ۲ بر روی مدل اولیه طوفان وجود دارد. موشک‌های طوفان و طوفان-۲ بر روی نفربرهای زرهی ام-۱۱۳ و براق و هلیکوپترهای کبرا و شباویز ۱-۲۰۹ نصب شده‌اند. همانطور که از نامش پیداست این نوع موشک به هنگام شلیک طوفانی به پا می کند و یکی از بهترین ها در نوع خود محسوب می‌شود.

## تاریخچه عملیاتی
ایران از نخستین کشورهای واردکننده موشک‌های تاو بود و این کار را از سال ۱۹۷۱ انجام داد. تعداد موشک‌های تاو خریداری شده توسط ایران بسیار زیاد بود و در مجموع ۴٬۷۶۰ عدد از این موشک بین سال‌های ۱۹۷۳ تا ۱۹۷۶ و ۱۹٬۰۶۴ عدد دیگر بین سال‌های ۱۹۷۶ تا ۱۹۷۹ خریداری شد. بین سال‌های ۱۹۸۵ و ۱۹۸۶ نیز ایران موفق به خرید ۲۰۰۸ موشک تاو دیگر از آمریکا و اسرائیل طی قراردادهایی پنهانی معروف به ماجرای مک فارلین شد.
در همان سال‌های نخست، خطوط تعمیر و مونتاژ این موشک‌ها در شرکت صنایع الکترونیکی ایران (IEI) آغاز بکار کرد. در ماه مه سال ۱۹۷۵، مذاکرات میان ایران و شرکت هیوز برای تولید مشترک موشک‌های تاو و موشک هوابه‌زمین ماوریک بجایی نرسید زیرا دو طرف بر سر نظام قیمت‌گذاری اختلاف نظر داشتند. شرکت هیوز مبلغ دریافت مجوز تولید را برای ایران برای تولید موشک تاو ۲۰ میلیون دلار و برای موشک ماوریک ۲۵ میلیون دلار اعلام کرد. انقلاب ۱۳۵۷ ایران باعث لغو شدن تمام قول و قرارها میان دو کشور گردید.
ایران موشک‌های طوفان و تاو را در اختیار حزب‌الله لبنان نیز قرار داده است و این موشک در کنار موشک‌های روسی آتی-۳، آتی-۴، آتی-۵، آتی-۱۳، آتی-۱۴ و موشک فرانسوی میلان و موشک کورنت از موشک‌های ضدتانک مورد استفاده حزب‌الله لبنان است.